# Gleneden
Gleneden, auch Craigievar, ist eine Villa in Schottland. Sie liegt in der Ortschaft Bothwell in der Council Area South Lanarkshire. 1974 wurde das Bauwerk in die schottischen Denkmallisten in der höchsten Kategorie A aufgenommen.

## Beschreibung
Die im Jahre 1855 erbaute Villa steht abseits der Laighlands Road am Ostrand von Bothwell. Für den Entwurf zeichnet der schottische Architekt Alexander Thomson verantwortlich. Thomson schuf eine Villa im Italianate-Stil, die deutliche Parallelen zu Craig Ailey in Argyll and Bute aufweist, die er ebenfalls entwarf. Zu Bauzeiten bot sich von Gleneden ein gutes Naturpanorama über die Wälder am rechten Ufer des Clyde. Durch den Bau der mehrspurigen Fernstraßen M74 und A725 ist dieser heute gestört.
Gleneden gilt als gutes Beispiel für das frühe Schaffenswerk Thomsons. So schließt die ostexponierte Frontseite rechts mit einem dreistöckigen Turm ab, ein Motiv, das Thomson ab 1857 nicht mehr verwendete. Die Villa besitzt einen unregelmäßigen Fassadenverlauf mit versetzten Bauteilen und einer rund heraustretender Auslucht. Die Fenster sind teils gekuppelt mit steinernen Mittelpfosten und abschließenden Rundbögen. Die abschließenden Dächer sind teilweise mit Walm gestaltet und weisen flache Neigungen auf. Sie sind mit Schiefer eingedeckt.